# Terre Rouge (Maurice)
Pour les articles homonymes, voir Terre Rouge.
Terre Rouge est une localité de la république de Maurice située au nord-ouest de son île principale, l'île Maurice.

## Géographie
Terre Rouge est située à l'intérieur des terres derrière la baie du Tombeau et relève ce faisant du district de Pamplemousses.
En 2011, Terre Rouge comptait 10 760 habitants et en 2013, 10 050 habitants.

## Littérature
Terre Rouge sert de décor au roman d'Ananda Devi intitulé Pagli.

## Cimetière de Bois-Marchand
Le cimetière de Bois-Marchand se trouve en direction de Pamplemousses. Il s'étend sur 400 arpents. Il a été ouvert en 1866 pour accueillir les fosses des victimes de la grande épidémie de malaria qui a frappé l'île cette année-là, aujourd'hui sous un pré. Des sépultures postérieures avec des croix dressées se trouvent à proximité.
On remarque dans le cimetière un obélisque en mémoire des victimes du cyclone tropical de 1892.

## Cimetière chinois
De l'autre côté de l'autoroute, se trouve un cimetière de la minorité chinoise.

## Temple hindouiste
Le temple hindouiste de Shri Krisnamoorty Draupadi Amen est le plus ancien de l'île Maurice, puisqu'il a été construit en 1845.

## Enseignement
Terre Rouge dispose de deux établissements d'enseignement secondaire d'État : celui de Terre Rouge et celui du nom de Pr. Hassan Raffan.

## Paroisse
Terre Rouge dépend de la paroisse Saint-Joseph (du diocèse de Port-Louis) dont l'église actuelle a été consacrée en 1922. Une église précédente avait été détruite par le cyclone tropical de 1892.
La chapelle Notre-Dame-de-l'Espérance au village de Solitude est rattachée à la paroisse.